# Lechowo
Lechowo (niem. Lichtenau) – wieś w Polsce położona w województwie warmińsko-mazurskim, w powiecie braniewskim, w gminie Pieniężno.
Do 1954 roku siedziba gminy Lechowo. W latach 1954–1972 wieś należała i była siedzibą władz gromady Lechowo. W latach 1975–1998 miejscowość administracyjnie należała do województwa elbląskiego.
Wieś znajduje się w historycznym regionie Warmia. Wzmiankowana po raz pierwszy w 1326, gdy uzyskała przywilej lokacyjny z rąk kapituły warmińskiej.
We wsi znajduje się kościół pw. św. Jana Chrzciciela z XIV/XV w. rozbudowany w 1702, posiada formy gotycko-barokowe.